# Вештице из Анага
Вештице из Анага је, према народном веровању, култ вештица на Канарским острвима посвећених жена на острву Тенерифе, Шпанија.
Оне организују ковен вештица, лаке логорске ватре и плес око њих у анагеном планинском региону на североистоку острва. Овде се вештице окупљају и плешу око ватре, па отуда и назив локалитета Ел Баиладеро.
Након ових скупова вештице се спустају до обале и пливају голе. Током времена, под утицајем вампирске приче у источној Европи је настао и мит да су вештице анагени вампири, јер сисају крв новорођенчади.
Верује се да је ова легенда, укорењена у паганским ритуалима, у вези са плодношћу тако да локално становништво слави најстарије фестивале на острву - Гванче. Католичка црква за ова ходочашћа тврди да су то демонски ритуали.  

## Външни връзки
- Bienmesabe Revista Popular Canaria[мртва веза]